# Liste von Holzkirchen in Deutschland
Diese Liste führt Holzkirchen in Deutschland auf. Angestrebt ist eine vollständige Übersicht über alle selbständigen Kirchen, die in Holzbauweise errichtet sind. Unselbständige Filialkirchen und Kapellen werden nur in einer Auswahl aufgenommen.
| Bild | Kirche                                     | Stadt                                                                               | Bundesland              | Bauzeit                               | Besonderheiten |
| ---- | ------------------------------------------ | ----------------------------------------------------------------------------------- | ----------------------- | ------------------------------------- | --- |
|      | St.-Anna-Kapelle                           | Rohrmoos                                                                            | Bayern                  | 1568                                  | Älteste Holzkapelle des Alpenraums; Spätrenaissancebau mit hervorragend erhaltenen manieristischen Malereien |
|      | Marktkirche zum Heiligen Geist             | Clausthal                                                                           | Niedersachsen           | 1642 (Weihe)                          | Größte Holzkirche Deutschlands, 57 m lange Hallenkirche; durch ihre Architektur und Innenausstattung eins der bedeutendsten Baudenkmäler des norddeutschen Barock |
|      | St. Nikolai                                | Altenau                                                                             | Niedersachsen           | 1669                                  | |
|      | Schrotholzkirche Wespen                    | Wespen                                                                              | Sachsen-Anhalt          | 1687                                  | Gebaut von Einwanderern aus Böhmen |
|      | St. Thomaskirche                           | Wolfshagen im Harz                                                                  | Niedersachsen           | 1731–1739                             | |
|      | Schrotholzkirche Sprey                     | Sprey                                                                               | Sachsen                 | 1780                                  | |
|      | Napoleon-Kapelle                           | Tittling, Museumsdorf Bayerischer Wald                                              | Bayern                  | 1828                                  | Erbaut von einem Überlebenden von Napoleons Russlandfeldzug |
|      | Dorfkirche Alt Gaarz                       | Lärz                                                                                | Mecklenburg-Vorpommern  | 1854/55                               | Architekt: Hofbaumeister Friedrich Wilhelm Buttel; mit Holzstulpverschalung verkleideter Fachwerkbau |
|      | Marienklause                               | München-Untergiesing-Harlaching                                                     | Bayern                  | 1866                                  | Architekt: Martin Achleitner; an den Steilhang des Isarufers gesetzter Bau aus Nagelfluhgestein und Fichten- und Birkenholz auf Höhe des südlichen Endes des Tierparks Hellabrunn |
|      | Dorfkirche                                 | Oberharz am Brocken-Höhlenort Rübeland                                              | Sachsen-Anhalt          | 1868                                  | 1905 nach Osten verlängert |
|      | Bethlehem-Kirche                           | Kiel-Friedrichsort                                                                  | Schleswig-Holstein      | 1875                                  | Als Garnisonkirche der Marine erbaut; Fachwerkbau, innen verputzt, außen mit Holz verschalt |
|      | Holzkapelle Lindberg                       | Lindberg, Bauernhausmuseum Lindberg, ursprünglich aus Hermannsried bei Bischofsmais | Bayern                  | 1885                                  | |
|      | Fürstin-Sophie-Kapelle                     | Bad Waldsee                                                                         | Baden-Württemberg       | 1889                                  | Ursprünglich auf der Weltausstellung Paris 1889 gebaut. |
|      | Holzkirche Neuhaus am Rennweg              | Neuhaus am Rennweg                                                                  | Thüringen               | 1892                                  | Architekt: Rudolph Brecht; neugotische Saalkirche |
|      | Holzkirche in Elend                        | Elend (Oberharz am Brocken)                                                         | Sachsen-Anhalt          | 1897; 1904 wurde der Turm hinzugefügt | Innenraum 5,0 × 11,0 Meter |
|      | Holzkapelle Ralswiek                       | Ralswiek                                                                            | Mecklenburg-Vorpommern  | 1907                                  | In Schweden gefertigt, erster Standort war Stockholm |
|      | Gustav-Adolf-Stabkirche                    | Goslar-Hahnenklee                                                                   | Niedersachsen           | 1907                                  | Freie Nachbildung der Stabkirche Borgund |
|      | Südwestkirchhof Stahnsdorf                 | Stahnsdorf                                                                          | Brandenburg             | 1908–1911                             | Architekt: Kirchenbaumeister Gustav Werner; nach dem Vorbild norwegischer Stabkirchen |
|      | Heilandskapelle                            | Frankfurt (Oder)                                                                    | Brandenburg             | 1915                                  | Von Kriegsgefangenen im Ersten Weltkrieg erbaut |
|      | Föhrichkirche                              | Stuttgart                                                                           | Baden-Württemberg       | 1929                                  | Als Behelfskirche erbaut |
|      | Alte Kapelle                               | Leegebruch                                                                          | Brandenburg             | 1930                                  | Expressionistische Holzkapelle; ab 1975 nicht mehr sakral genutzt; Architekt: Heinrich Mendelssohn |
|      | Auferstehungskirche                        | Ludwigsburg                                                                         | Baden-Württemberg       | 1934                                  | |
|      | Fischerkirche Born a. Darß                 | Born a. Darß                                                                        | Mecklenburg-Vorpommern  | 1934/35                               | Architekten: Bernhard Hopp und Rudolf Jäger |
|      | Barackenkirche                             | Saarbrücken                                                                         | Saarland                | 1945                                  | |
|      | Kirche der Stiftung Friedehorst            | Bremen-Burglesum                                                                    | Bremen                  | 1947                                  | |
|      | Evangelisch-Methodistische Christus-Kirche | Berlin-Friedrichshain                                                               | Berlin                  | 1948                                  | In Schweden gebaute Notkirche |
|      | Schifferkirche                             | Ahrenshoop                                                                          | Mecklenburg-Vorpommern  | 1950–1951                             | Architekt: Hardt-Waltherr Hämer |
|      | Holzkirche                                 | Köln-Junkersdorf                                                                    | Nordrhein-Westfalen     | 1950er Jahre                          | Von belgischen Besatzungstruppen errichtet, im März 2013 abgerissen |
|      | Kapelle Schwanheide                        | Schwanheide                                                                         | Mecklenburg-Vorpommern  | 1955                                  | Holzflachbau nach schwedischem Vorbild, Glockenstuhl 1991, Glocke 1651 ursprünglich aus Zweedorf |
|      | Kapelle Polz                               | Dömitz                                                                              | Mecklenburg-Vorpommern  | 1963                                  | Holzflachbau mit Glockenstuhl |
|      | Dorfkirche Glaisin                         | Ludwigslust-Glaisin                                                                 | Mecklenburg-Vorpommern  | 1962                                  | Holzhaus, freistehender Holz-Glockenstuhl |
|      | St.-Lukas-Kirche                           | Bremen-Grolland                                                                     | Freie Hansestadt Bremen | 1963                                  | Architekt: Carsten Schröck in Zusammenarbeit mit Frei Otto |
|      | Kapelle Woosmer                            | Vielank                                                                             | Mecklenburg-Vorpommern  | 1963                                  | freistehender Glockenturm (1986) |
|      | Holzkirche Schönebeck                      | Bremen-Vegesack                                                                     | Freie Hansestadt Bremen | 1964                                  | Montagekirche, nach einem Typenentwurf des Architekten Helmut Duncker |
|      | Kapelle Carpin                             | Carpin                                                                              | Mecklenburg-Vorpommern  | 20. Jahrhundert                       | |
|      | Marienkapelle Eichstegen                   | Eichstegen                                                                          | Baden-Württemberg       | 1972                                  | Die Kapelle aus dem 17. Jahrhundert war renovierungsbedürftig und musste wegen Straßenerneuerungen abgetragen werden. Eine neue Kapelle wurde 1972 von Architekt Dieter Rädle, Ravensburg aus Holz erbaut. |
|      | Schafstallkirche St. Martin                | Munster (Örtze), ursprünglich aus Kohlenbissen bei Munster                          | Niedersachsen           | Mitte des 19. Jahrhunderts / 1987     | Der ehemalige Schafstall wurde vor dem Abriss bewahrt, im Oktober 1987 auf einem Feldsteinfundament am heutigen Standort wieder aufgebaut und in eine Kirche umgewandelt. Die Baukonstruktion besteht aus einem Ständerbau mit reetgedecktem Krüppelwalmdach. Für den neuen Nutzungszweck wurde eine Orgelempore eingezogen. |
|      | Dorfkirche Klüß                            | Brunow                                                                              | Mecklenburg-Vorpommern  | 1995                                  | Langhaus mit Holzplatten verkleidet, freistehender hölzerner Glockenstuhl |
|      | St. Nikolai                                | Gifhorn, Internationales Mühlenmuseum                                               | Niedersachsen           | 1995                                  | 27 Meter hoher Nachbau der 1765 gebauten Christi-Verklärungskirche im zentralrussischen Kosljatjewo |
|      | Segenskirche                               | Holzkirchen (Oberbayern)                                                            | Bayern                  | 1998                                  | Architekten: Franz Lichtblau und Ludwig Bauer |
|      | Holzkirche St. Markus                      | Bonn                                                                                | Nordrhein-Westfalen     | 20. Jahrhundert                       | ursprünglich römisch-katholische, jetzt evangelisch-lutherische Pfarrkirche (SELK) |
|      | Eine-Welt-Kirche                           | Schneverdingen                                                                      | Niedersachsen           | 2000                                  | Im Rahmen eines Expo-Projektes erbaut; Architekt: Lothar Tabery |
|      | Sønder Brarup danske Kirke                 | Süderbrarup (dänisch: Sønder Brarup)                                                | Schleswig-Holstein      | 2002                                  | Die Gemeinde gehört zur ev. Kirche der dänischen Volksgruppe in Südschleswig (Dansk Kirke i Sydslesvig) |
|      | Schafstallkirche                           | Schneverdingen                                                                      | Niedersachsen           | 2003                                  | 2003 wurde die Schafstall-Kirche wieder eingeweiht, nachdem sie zum dritten Mal durch Brandstiftung zerstört wurde |
|      | St. Nikolai                                | Lübeck-Kücknitz                                                                     | Schleswig-Holstein      | 2007                                  | Nachbau einer norwegischen Stabkirche aus dem 12. Jahrhundert; von Kindern und Jugendlichen errichtet |
|      | Holzkirche Roggentin                       | Roggentin (bei Rostock)                                                             | Mecklenburg-Vorpommern  | 2008                                  | Kirche der Siebenten-Tags-Adventisten |
|      | Russisch-Orthodoxe Kirche                  | Schwerin                                                                            | Mecklenburg-Vorpommern  | 2011–2012                             | Architekt: Rick de Veer, Bauleitung: Jörg Kruse, Niewerth & Partner UG Von ukrainischen Fachleuten in traditioneller russischer Bauweise errichtet |
|      | Rumänisch-Orthodoxe Kirche Sf. Maria       | München-Fasangarten                                                                 | Bayern                  | 2016                                  | geschnitzt von Meistern aus der Maramureș |